# 佐藤忠能
佐藤 忠能（さとう ただよし、生年不詳 - 天正6年3月29日（1578年5月5日））は、戦国時代から安土桃山時代にかけての武将。三省。紀伊守。加治田城城主。父は佐藤清房、母は徳林妙福大姉、兄弟に佐藤秀清。子に忠康（信氏）、佐藤昌信、斎藤利治室、佐藤継成室、仁甫竜義大姉、岸信周養女（八重緑）。養子に斎藤利治がいる。
なお、初め桑原右近衛門尉と言ったが、永禄8年（1565年）までの間に佐藤姓に改めたという説もある（ただし、桑原右近衛門尉を忠能の子・忠康と見たり、無関係と見たりする説もある）。

## 生涯
美濃国の国人で、藤原秀郷の流れを汲む家系と云わる。
美濃斎藤氏に仕え、斎藤道三方として土岐頼芸の追放に加わるが、弘治2年（1556年）の道三に子の斎藤義龍が反乱した長良川の戦いでは義龍方として従軍した。
その戦功により感状をもらい（黄薇古簡集）、西田原（400貫）・神野（300貫）の他、加茂郡・武儀郡で4,389貫の所領を得た。
斎藤龍興の代になると、尾張国の織田信長の侵攻に備えるため、関城主・長井道利、堂洞城主・岸信周の三者で盟約を結ぶ。しかし、忠能父子は家臣の梅村良澤を遣わして、信長に内通。信長から武儀郡・加茂郡・郡上郡の反銭を押さえ、その土地を手に入れ次第知行してよいという褒賞を得た。
その後、西美濃三人衆が信長に寝返るという風聞が伝わると、岸らに去就を問われ、信長への内通を悟られぬために娘（八重縁と伝わる）を信周の子・信友に嫁がせる。
永禄8年（1565年）8月、織田信長が美濃国に侵攻すると密約通り織田側に与し、そのために岸信友に嫁がせた娘は磔にされ、加治田城に面した長尾丸山に晒された。遺骸は夜になって家臣・西村治郎兵衛が奪取し 龍福寺に埋葬されたという。
長井道利は肥田忠政共に織田方に寝返った加治田城を奪取しようと、加治田から25町先の堂洞城の岸信周と共に出陣。自らは関城で後詰をした。これに対し、8月28日、織田軍も堂洞城に攻撃を開始。忠能父子は織田軍側で堂洞城攻撃に加わり、6時間の攻防の末、堂洞城は陥落（堂洞合戦）。その日、信長は忠康の在所に宿泊し、忠能父子は感涙を流したという。
堂洞城落城後、長井道利が東から、肥田忠政が西から東西より加治田城へ攻め寄せてきた（関・加治田合戦）。加治田絹丸捨堀において激しい攻防戦となるが、織田方の斎藤利治の援軍も得て、加治田勢は奮闘し長井勢を追い払った。東北では、佐藤忠能が自ら川浦川天然の堀で肥田忠政と激戦を行い、忠能自ら5度合戦に挑み、忠政を撃退した。なお、この戦いで子の忠康は討ち死にしたとされる。
永禄10年（1567年）、信長の命で斎藤利治を養子として加治田城を任せ、自らは隣村の伊深村に隠居し、加治田に菩提寺の龍福寺を建立した。同寺には忠能が花押署名した文書6点が遺されている。
なお、この忠能から利治への家督相続については、『三十一祖御修行記』の記述により、永禄8年（1565年）から同10年（1567年）の間に忠康と弟・昌信の間で争いが置き、昌信が忠康を殺して加治田城を奪ったが、稲葉山城攻撃の直前だったため、信長の勘気に触れて忠能は引退し、昌信は武儀八幡に移封またはお預けとなって、子孫はこの不名誉を忠康が戦死したことにして隠蔽したという説がある。
永禄12年（1569年）7月、山科言継が岐阜に滞在した際、交遊を持った。その間に信長が義龍の持っていた壺を差し出せと言い、紛失したとあっては忠能を含む国衆17人が切腹しなければならなくなったが、無事解決したという（『言継卿記』）。
天正6年3月29日（1578年5月5日）に病死。龍福寺に埋葬された。戒名は真珠院殿慶岩竜雲居士。

## 主要家臣団
- 長沼三徳
- 西村治郎兵衛
- 湯浅新六
- 佐藤堅忠
- 井戸宇右衛門
- 梅村左平治 - 後に森氏に仕える。
- 白江権左衛門
- 横井兵助 - 森氏に仕え、長久手に出陣。
- 清水九郎兵衛
- 吉田弥三
- 田中七郎右衛門
- 小森半平

他